# 多毛橿子栎
多毛橿子栎（学名：Quercus baronii var. capillata）为壳斗科栎属下的一个变种。

## 扩展阅读
- 維基物種上的相關：多毛橿子栎